# Shadows in the Sun
Shadows in the Sun (Alternativtitel: Liebe lieber italienisch, DVD-Titel: Unter dem Himmel der Toskana, Originaltitel: Vengo a prenderti, englischer Originaltitel The Shadow Dancer) ist eine italienisch-britisch-französische Filmkomödie von Brad Mirman aus dem Jahr 2005.

## Handlung
Der junge Jeremy Taylor arbeitet als Lektor für einen Londoner Verlag und schreibt an einem Roman. Sein Arbeitgeber schickt ihn zu dem alternden Schriftsteller Weldon Parish, der in der Toskana lebt. Der Autor war früher sehr erfolgreich, hat jedoch seit dem Tod seiner Frau vor zwei Jahrzehnten nichts mehr veröffentlicht. Taylor soll ihn dazu bringen, wieder einen Roman zu schreiben.
Parish blockt alle Überredungsversuche ab und versucht, Taylor zur Abreise zu bewegen. So fahren er und seine Zechkumpanen abends mit dem betrunkenen Taylor an einen Teich und geben vor, ihn dort versenken zu wollen, sollte Taylor nicht versprechen, am nächsten Tag abzureisen. Der ernüchterte Taylor gibt das Versprechen, wird jedoch trotzdem ins Wasser geworfen. Der Teich erweist sich allerdings als seichter Tümpel.
Taylor trifft Anstalten zur Abreise, wird jedoch Zeuge eines Wortduells zwischen Parish und einem anderen bekannten Romancier, der ebenfalls in der Gegend lebt. Taylor kritisiert dessen Werk vernichtend, handelt sich prompt einen Faustschlag ein und wird von Parish in seinem eigenen BMW weggebracht, nachdem dieser das Auto des Romanciers in einen Graben geschoben hat. Parish fährt im Überschwang in eine Scheune, die völlig zerstört wird, und landet gemeinsam mit Jeremy im Gefängnis. Damit ist das Thema Abreise wieder vom Tisch.
Parishs Tochter Isabella und der Dorfpfarrer erzählen Taylor, dass Parish im Grunde seines Herzens schreiben möchte, aber seit dem Unfalltod seiner Frau verunsichert sei und Angst vor dem Versagen habe.
Als sich Taylor und Parish in der Nacht eine Kuh zurückholen, die sich der Romancier als Pfand geholt hatte, bis Parish Schadenersatz für die mutwillige Beschädigung seines Autos leistet, werden sie erneut festgenommen.
Parish und Taylor fachsimpeln über die Schriftstellerei, ihre Diskussionen enden jedoch oft in der Persönlichkeitsanalyse des jeweils Anderen, die für beide aber Denkanstöße liefert. Parallel dazu verliebt sich Taylor in Isabella, was auch ihrem Vater nicht verborgen bleibt. Nach einer gemeinsam verbrachten Nacht macht Isabella Taylor jedoch klar, dass sie sich ein Leben in London nicht für sich vorstellen kann.
Ein weiteres Fachgespräch zwischen den beiden Männern am Teich führt zu einer heftigen Diskussion über Parishs Angst, wobei Taylor diesen beim Ehrgeiz packt und ihm vorhält, wahrer Mut bestehe in der Überwindung der eigenen Angst und in Risikobereitschaft. In der emotional aufgeladenen Situation kommt es schließlich zu Handgreiflichkeiten. Am nächsten Morgen setzt sich Parish jedoch endlich wieder an seine Schreibmaschine. Und Taylor erkennt letztendlich, dass sein Platz nicht in London ist, und bleibt bei Isabella in Italien, um sich der Schriftstellerei zu widmen.

## Kritiken
Das Lexikon des internationalen Films schreibt, dass der Film nicht „tiefschürfend“, aber „unterhaltsam“ sei. Er sei „nach vertrauten Genremustern konstruiert“.

## Hintergrund
Der Film wurde in London und in der Toskana – vorwiegend in Siena – gedreht. Seine Produktion kostete schätzungsweise 10 Millionen US-Dollar.